# 許森山
47°15′24″N 9°26′51″E / 47.2566°N 9.44746°E

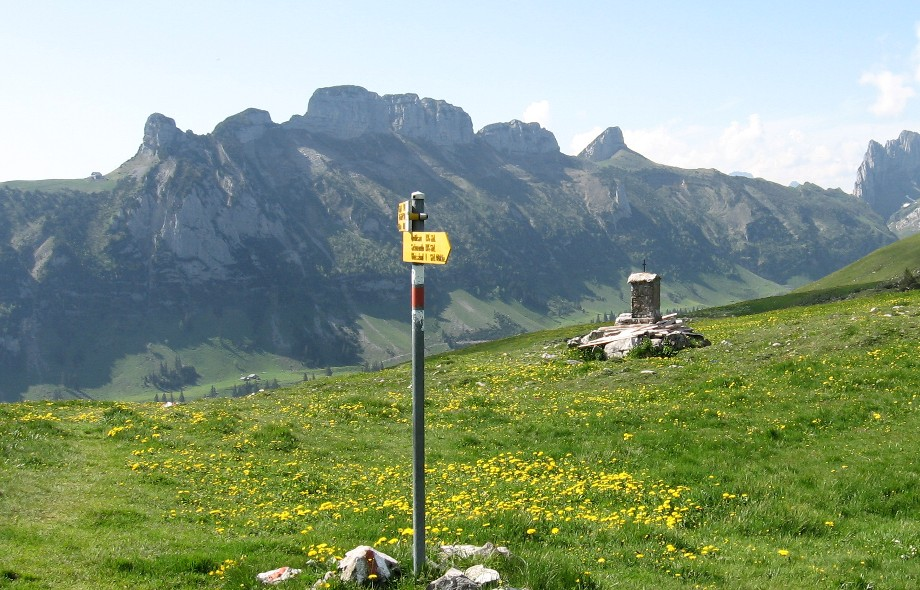

許森山（德語：Hüser），是瑞士的山峰，位於該國東北部，處於內阿彭策爾州和聖加侖州接壤的邊界，屬於阿彭策爾阿爾卑斯山脈的一部分，海拔高度1,951米。